# 佩利亞斯海崖

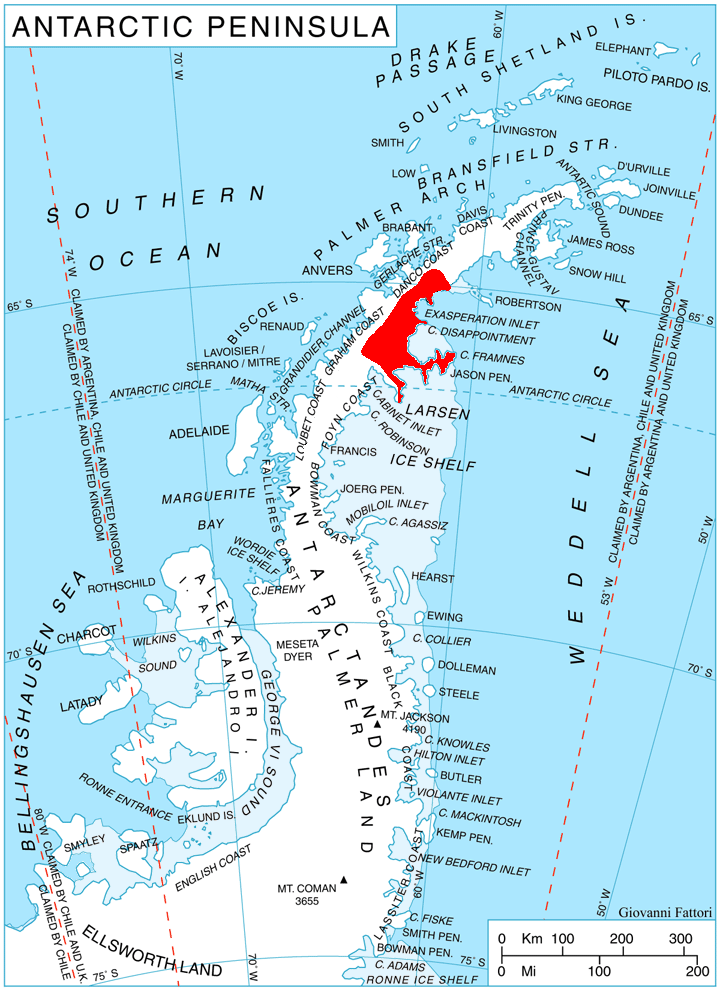

66°4′S 61°23′W / 66.067°S 61.383°W
佩利亞斯海崖（英語：Pelias Bluff）是南極洲的海崖，位於葛拉漢地的奧斯卡二世海岸，處於斯坦德林灣以西的賈森半島北岸，海拔高度超過150米，現時由南極條約體系管理。